# Cautethia noctuiformis
Cautethia noctuiformis là một loài bướm đêm thuộc họ Sphingidae, được tìm thấy ở the Vùng Caribe. Nó được Walker miêu tả năm 1856.
Sải cánh dài 28–40 mm. Cá thể trưởng thành hút mật hoa.
Ấu trùng ăn Chiococca alba in Puerto Rico và Exostema.in Cuba.

## Phụ loài
- Cautethia noctuiformis noctuiformis (Barbuda, Antigua, Cuba, Hispaniola, Puerto-Rico, St. Thomas, St. Martin, St. Bartholomew và Tiểu Antilles)[2]
- Cautethia noctuiformis bredini Cary, 1970 (Antigua, Barbuda và quần đảo British Virgin)[3]
- Cautethia noctuiformis choveti Haxaire, 2002 (Guadeloupe)